# جيرمانتاون (مقاطعة جونو)
جيرمانتاون، مقاطعة جونو (بالإنجليزية: Germantown, Juneau County, Wisconsin)‏ هي بلدة تقع بولاية ويسكونسن في الولايات المتحدة. تبلغ مساحتها 116.5 (كم²)، وترتفع عن سطح البحر 269 م، بلغ عدد سكانها 1174 نسمة في عام 2000 حسب إحصاء مكتب تعداد الولايات المتحدة وتصل الكثافة السكانية فيها 13.6 نسمة/كم2.

## وصلات خارجية
- The US50 - Cities and Towns in Wisconsin State
- Wisconsin Cities and Towns, Facts, Map, Flag, Colleges, Government, and More